# Saint-Clet
Saint-Clet é uma comuna francesa na região administrativa da Bretanha, no departamento Côtes-d'Armor. Estende-se por uma área de 14,59 km². Em 2010 a comuna tinha 902 habitantes (densidade: 61,8 hab./km²).